# تپه‌حصارک لواسان
تپه حصارک لواسان مربوط به هزاره ۵ تا دوران‌های تاریخی پس از اسلام است و در جنوب محله گلندوک  شهر لواسان واقع شده و این اثر در تاریخ ۲۱ اردیبهشت ۱۳۶۵ با شمارهٔ ثبت ۱۷۱۱ به‌عنوان یکی از آثار ملی ایران به ثبت رسیده است. این تپه به تپه جاج نیز معروف بوده و قلعه‌ای در آن بوده که برای محافظت از شهر باستانی جاج ساخته شده بود.